# 林田暢明
林田 暢明（はやしだ のぶあき、1977年11月4日 - ）は、日本のコラムニスト、ファシリテーター、思想家、教育者。
1977年11月4日、北九州市八幡西区に生まれる。座右の銘は苦徹成珠、身長191cm。
下関市立大学経済学部を卒業後、日本銀行に入行。その後2005年、地域活性化を目的としたカフェ「TAO」を福岡市に設立。
2011年から、東京と福岡の2拠点居住生活をおくっている。これまでに総務省地域資源・事業化支援アドバイザー、福島県南相馬市教育復興基本計画策定のための有識者会議副会長などを歴任。
福島県立ふたば未来学園中学校・高等学校設立や、N高等学校顧問等、教育分野、地域活性化分野において全国各地でコンサルティングを行っている。
FBSめんたいワイド（木曜レギュラー）、TNC CUBEでコメンテーターを務めている。

## 来歴
1997年4月 - 下関市立大学入学し、在学中に知的障碍者支援を目的とした特定非営利活動法人エンジョイコミュニケーションズ（2014年に活動終了）を設立。
2001年3月 - 下関市立大学卒業
2012年4月 - 日本銀行に入社し本店研修後、岡山支店に配属
2003年4月 - 松下政経塾に入塾
2004年8月 - 福岡県福岡市にコミュニティカフェのTAOを開設。各種イベントを開催（競人、論語研究会等）。森ガキ侑大など、多数の人材を輩出。
2011年4月 - 福岡と東京の2拠点生活を開始。東京で人材育成支援やまちづくり、ファシリテーターとして活動開始。
2016年11月 - TNC 福岡NEWSファイルCUBEにコメンテーターとして初出演。
2017年 - 多摩市の事業として、多摩市若者会議のファシリテーターとして会議を牽引。「未知カフェ -TAMA Revival-」の開店などの実績へ導く。
2018年8月 - ベトナムのホーチミンに「UTAKATA BAR」を開店。
2019年4月 - 北九州市立大学の特任教員に就任、専門は「ファシリテーションを活用したプロジェクト推進」

## 著書
- 林田暢明『ねころん語　ねこと一緒に、楽しい論語』カンゼン、2020年。ISBN 978-4862555779。

## メディア出演・コメント掲載（テレビ・ラジオ）
テレビ番組・ラジオ
- TNC 福岡NEWSファイル CUBE 2016年11月19日（土）にコメンテーターとして初出演し、現在もレギュラー